# Ozopteryx
Ozopteryx là một chi bướm đêm thuộc họ Noctuidae.